# Ziziphus oenopolia
Ziziphus oenopolia är en brakvedsväxtart som först beskrevs av Carl von Linné, och fick sitt nu gällande namn av Philip Miller. Ziziphus oenopolia ingår i släktet Ziziphus och familjen brakvedsväxter.

## Underarter
Arten delas in i följande underarter:
- Z. o. fasciculata
- Z. o. pallens
- Z. o. pedicellaris